# Sparkassen-Arena
Sparkassen-Arena i Kiel er blandt de største multifunktionshaller i Tyskland. Hallen blev indviet den 17. juni 1951, men var først helt færdig i 1952. I 2001 blev hallen udbygget og har nu plads til mere end 13.000 tilskuere. Før 2008 kaldtes hallen officiel Ostseehalle (på dansk Østersøhallen). For at gøre reklame for tyske sparekasser, blev arenaen i 2008 omdøbt til Sparkassen-Arena.
Den tyske håndboldklub THW Kiel har her sin hjemmebane. Også store koncerter og kongresser afvikles i hallen.
Østersøhallen var hjemmebane for gruppe E i VM 2007 i håndbold – den gruppe, som Danmark spillede i.